# Skleromochl
Skleromochl (Scleromochlus) – rodzaj niewielkiego archozaura żyjącego w późnym triasie na obecnych terenach Europy. Dotychczas odnaleziono szczątki kilku osobników, co sprawia, że anatomia zwierzęcia nie jest w pełni poznana. Scleromochlus był prawdopodobnie dwunożnym biegaczem lub skoczkiem, zdolnym do skakania na duże odległości. Filogenetyczna pozycja rodzaju stanowiła przedmiot długich debat wśród paleontologów – zaliczano go zarówno do krokodylej linii archozaurów, jak również tej prowadzącej ku ptakom. Przedstawiono kilka teorii dotyczących jego sposobu poruszania się, jednak ze względu na niekompletność materiału kopalnego żadnej nie udało się w pełni potwierdzić. Wszystkie znane skamieniałości skleromochli pochodzą z formacji Lossiemouth Sandstone w Szkocji.

## Morfologia
Znane są skamieniałości siedmiu osobników nieróżniących się znacząco wielkością. Na ich podstawie długość Scleromochlus szacuje się na około 18 cm. Czaszka mierzyła około 30 mm długości, a ogon (u R3557, osobnika z najdłuższym ogonem) – 80 mm, przy czym Woodward jego długość ocenił początkowo na 135 mm. Staw skokowy górny był stosunkowo prymitywnie zbudowany, a kości udowa, ramienna i strzałkowa – smukłe i wydłużone. Kość udowa nie dorównywała długością piszczelowej, co uchodzi za cechę typowo ptasią.

### Czaszka
Zachowały się czaszki sześciu osobników (BMNH R3556, R3557, R3914 i R5589 oraz u dwóch okazów BMNH R3146). Patrząc od góry, czaszka była w przybliżeniu trójkątna, z lekko zaokrąglonym pyskiem, a przy spojrzeniu z boku – niska i kształtem przypominająca klin. Nozdrza przednie są trudne do zlokalizowania. Szeroka kość nosowa sprawia, że nie są widoczne z góry, jak sugerowali Woodward i Sereno, lecz zdają się być umieszczone po bokach czaszki. Widok przedniej części pyska od strony grzbietowej sugeruje wydłużenie nozdrzy. Oczodoły za życia zwierzęcia przybierały prawdopodobnie niemal okrągły kształt. U BMNH R3556 i R4557 zachowały się puszki mózgowe – wydłużone u obu osobników. Wydłużona kość przedszczękowa Scleromochlus mieściła zęby – przypuszczalnie około sześciu – na całej swojej długości. Stosunek długości kości przedszczękowej do szczękowej wynosił około 1:2. W kości szczękowej znajdowało się około 10 zębów, przy czym ostatnia 1/3 jej długości prawdopodobnie nie miała ich wcale. Przednia część żuchwy najlepiej zachowała się u BMNH R3556, zaś tylna u BMNH R3146A. W kości zębowej mieściło się prawdopodobnie około 15 zębów. Uzębienie było przypuszczalnie izodontyczne, a zęby małe, jednak zbliżone rozmiary zębów oraz ziaren otaczającego ich piaskowca uniemożliwiają dokładniejsze ich zbadanie. Trzy niewielkie zębodoły zachowały się na kości przedszczękowej BMNH R3146A, a siedem na kościach szczękowych BMNH R3146A oraz R3557.

### Szkielet pozaczaszkowy
U żadnego znanego okazu nie zachowały się wszystkie kręgi presakralne. Osiem kręgów szyjnych, połączonych jak za życia zwierzęcia, odnaleziono jednak u BMNH R3556. Friedrich von Huene sugerował występowanie u Scleromochlus 12–13 kręgów grzbietowych, co wskazywałoby na niezwykle krótką klatkę piersiową zwierzęcia. Prawdopodobnie jednak von Huene badał uszkodzone szkielety, gdyż u dwóch osobników BMNH R3146 liczba kręgów wynosi 16–17, co wydaje się być stanem naturalnym. Pozostałości kręgów szyjnych wskazują, że były one nieco krótsze niż grzbietowe, mierząc od 1,8 do 2,1 mm długości, podczas gdy grzbietowe – 1,9–2,5 mm. Typowa szerokość wynosi od 1 do 1,3 mm. Liczbę kręgów sakralnych trudno oszacować ze względu na niekompletny materiał kopalny. Na podstawie skamieniałości BMNH R3146B, u którego okolica krzyżowa zachowała się najlepiej, Benton sugeruje obecność czterech kręgów krzyżowych o długości 1,9–2 mm każdy. Niewielka kość miedniczna miała niskie skrzydło kości biodrowej (ang. iliac blade), krótkie kości łonowe i kulszowe oraz zamkniętą panewkę stawu biodrowego. Stosunkowo długi ogon składał się z około 35 kręgów, przy czym Woodward szacował liczbę kręgów na 52, Huene na około 60, a Sereno – tylko na 25. Przednie kręgi ogonowe zawierały proste, nachylone ku tyłowi łuki naczyniowe oraz wyrostki poprzeczne. Niepołączony stawowo szewron BMNH R3146 to szeroka V-kształtna kość przymocowana prawdopodobnie za życia zwierzęcia do początkowych kręgów ogonowych. Smukła łopatka nie łączyła się z krótką i owalną kością kruczą, bardziej długą niż szeroką. U skleromochla nie są znane obojczyki, podobnie jak u bazalnych dinozauromorfów, podczas gdy u pterozaurów obojczyki, kości międzyobojczykowe i mostek były połączone, tworząc strukturę przypominającą widełki. Huene sugerował, że Scleromochlus miał wydłużoną kość kruczą, co powtórzył Kevin Padian (1984), jednak kości, które von Huene uznał za kości krucze, w rzeczywistości są prawą kością udową (BMNH R3146) oraz żebrem (BMNH R3556). Odnaleziono kilka kości ramiennych, spośród których najlepiej zachowała się lewa kość ramienna BMNH R4823/4. Długa i smukła kość ramienna skleromochla osiąga w przybliżeniu taką samą długość, co kości łokciowa i promieniowa. Budowa kostki nie jest w pełni znana – możliwe, że reprezentuje stadium pośrednie pomiędzy prymitywną strukturą kostki archozaurów a zaawansowaną, występującą u dinozauromorfów. Budowa kończyn nie wskazuje jasno, czy Scleromochlus był palcochodny, czy stopochodny – prawdopodobnie mógł poruszać się na oba sposoby. Von Huene spekulował o możliwości występowania u skleromochla błon lotnych, dzięki którym mógł on szybować z drzewa na drzewo.

## Klasyfikacja
Pochodzenie i pokrewieństwo rodzaju Scleromochlus nie jest pewne i stanowiło przedmiot licznych debat naukowych.
Scleromochlus został w 1907 roku opisany jako dinozaur, jednak już Robert Broom w 1913 i Friedrich von Huene w 1914 wykazali, że nie należał on do Dinosauria i uznali go za przedstawiciela grupy Pseudosuchia. Scleromochlus jest przeważnie klasyfikowany w odrębnej, monotypowej rodzinie Scleromochlidae, nazwanej przez von Huenego w 1914, jednak ze względu na brak definicji filogenetycznej Scleromochlidae oraz jej monotypowość niektórzy naukowcy uważają tę nazwę za zbędną i nie stosują jej.
Scleromochlus był zaliczany zarówno do krokodylej linii archozaurów, jak również tej prowadzącej ku ptakom. Huene uznał skleromochla za przodka pterozaurów, a postulowaną przez niego specjalizację lokomotoryczną za poprzedzającą lot pterozaurów. Yang Zhongjian i Oskar Kuhn zgodzili się z teorią von Huenego, wedle której Scleromochlus jest przodkiem pterozaurów. Alfred Romer niemal dokładnie powtórzył hipotezę von Huenego dotyczącą ewolucji lotu pterozaurów, jednak skleromochla uznawał za prymitywnego dinozaura. Ze względu na specjalizacje czaszki Scleromochlus, upodobniające ją do czaszek aetozaurów, Alick Walker w 1970 roku zaklasyfikował go do grupy archozaurów bliżej spokrewnionych z krokodylami niż z ptakami – nazwanej później Crurotarsi – i przez długi czas była to dominująca hipoteza.
Larry Martin spekulował, że skleromochl mógł być przodkiem ptaków, również Alan Feduccia łączył skleromochla z ptakami, jednak obecnie zdecydowana większość paleontologów jest zgodna, że ptaki są zaawansowaną grupą teropodów z kladu Maniraptora. Kevin Padian zgodził się z von Huenem i na podstawie budowy kończyn oraz ogólnych proporcji uznał skleromochla za przedstawiciela ptasiej linii archozaurów – grupę zewnętrzną dla pterozaurów. W 1986 Jacques Gauthier ukuł termin Ornithodira dla kladu obejmującego ostatniego wspólnego przodka dinozaurów i pterozaurów oraz wszystkich jego potomków. W 1991 Paul Sereno jako pierwszy formalnie zdefiniował Ornithodira. Wedle tej definicji w skład tej grupy, potencjalnie większej niż Ornithodira w definicji Gauthiera, wchodził Scleromochlus. Sereno uznał rodzaj za grupę siostrzaną pterozaurów, nie był jednak co do tego przekonany i argumentował również za jego bliższym pokrewieństwem z dinozaurami, a także bazalną pozycją w stosunku do obu tych grup. Lars Juul (1994) i Fernando Emilio Novas (1996), podobnie jak Sereno, uznali skleromochla za blisko spokrewnionego z pterozaurami. Kladowi obejmującemu zwierzęta bliżej spokrewnione z pterozaurami niż z dinozaurami – do którego może należeć skleromochl – w 1997 roku Kevin Padian nadał nazwę Pterosauromorpha. Według analizy Bennetta (1996) pterozaury w ogóle nie należą do Archosauria sensu Sereno 1991 i na drzewie filogenetycznym znajdują się pomiędzy Proterosuchidae a Erythrosuchidae, jednak hipoteza ta nie zyskała większego poparcia. W 1991 roku Sereno przedstawił cztery potencjalne synapomorfie Scleromochlus i Pterosauria: czaszkę stanowiącą ponad 50% długości kręgów przedkrzyżowych kręgosłupa, łopatkę krótszą niż 75% długości kości udowej, brak czwartego krętarza oraz pierwszą kość śródstopia stanowiącą co najmniej 85% długości trzeciej kości śródstopia. Benton stwierdził, że pierwsze trzy z nich mogły odnosić się do niewielkich rozmiarów zwierzęcia, a czwarta występowała również u niektórych bazalnych krokodylomorfów i mogła być wynikiem konwergencji – w 2002 roku David Peters sugerował, że Scleromochlus jest krokodylomorfem, jednak teoria ta nie otrzymała wsparcia. Chatterjee i Templin (2004) stwierdzili, że znacznie dłuższe od przednich tylne kończyny skleromochla świadczą, że nie jest on przodkiem pterozaurów i sugerują jego bliższe pokrewieństwo z dinozaurami. Sereno przedstawił również pięć możliwych synapomorfii skleromochla i dinozaurów: długość kończyny przedniej stanowi mniej niż połowę długości kończyny tylnej, głowa kości udowej nachyla się w stosunku do trzonu kości bardziej przyśrodkowo niż przednio-przyśrodkowo, nasada kości piszczelowej jest poprzecznie rozszerzona z niemal prostokątnym zakończeniem, kość skokowa charakteryzowana przez szeroką część wstępującą nasady jak u dinozaurów, w zredukowanej piątej kość śródstopia nie występuje silne boczne ugięcie palca. W 1999 roku Michael Benton stwierdził, że u skleromochla brak cech drugiej i czwartej, pierwsza charakteryzuje wszystkie Ornithodira oprócz pterozaurów, a trzecia i piąta są kiepsko zdefiniowane i odnoszą się do wielu archozaurów. Według przeprowadzonej przez niego analizy kladystycznej uwzględniającej 73 cechy morfologiczne 16 taksonów Scleromochlus nie jest grupą siostrzaną ani dla Pterosauria, ani Dinosauromorpha i w istocie nie należy do Ornithodira sensu Gauthier, więc Benton ustanowił nową nazwę szerszego kladu – Avemetatarsalia – obejmującego wszystkich przedstawicieli grupy koronowej archozaurów (= Avesuchia) bliżej spokrewnionych z dinozaurami niż z krokodylami. Grupa ta obejmuje Ornithodira oraz formy bardziej bazalne. Badania Bentona z 2004 roku przyniosły podobne rezultaty, jak te z 1999. Analiza kladystyczna przeprowadzona przez Stephena Brusattego i współpracowników (2010) wsparła hipotezę o bliskim pokrewieństwie skleromochla i pterozaurów jako grupy siostrzanej wobec dinozauromorfów, jednak wydłużenie drzewa filogenetycznego o jeden stopień w stosunku do najbardziej parsymonicznego skutkowałoby uzyskaniem pozycji skleromochla jako najbardziej bazalnego przedstawiciela Avemetatarsalia, jak u Bentona (1999 i 2004).
Nesbitt i współpracownicy (2017) uwzględnili skleromochla w dwóch analizach filogenetycznych, opartych na macierzach danych z wcześniejszych analiz Nesbitta (2011) i Ezcurry (2016). Obie analizy potwierdziły przynależność skleromochla do Avemetatarsalia, ale nie dały jednoznacznej odpowiedzi co do jego pozycji filogenetycznej w obrębie tej grupy. Z analizy opartej na macierzy danych z analizy Nesbitta (2011) wynika, że skleromochl mógł być najbardziej bazalnym przedstawicielem dinozauromorfów, przedstawicielem rodziny Lagerpetidae lub też bazalnym przedstawicielem Avemetatarsalia nienależącym do dinozauromorfów, pterozaurów ani do kladu obejmującego rodzaje: Dongusuchus, Yarasuchus, Spondylosoma i Teleocrater. Z analizy opartej na macierzy danych z analizy Ezcurry (2016) wynika natomiast, że skleromochl był dinozauromorfem; na drzewie ścisłej zgodności jest on w nierozwikłanej trychotomii z rodziną Lagerpetidae i kladem Dinosauriformes. W 2022 roku wykazano, że skleromochl należał do kladu Pterosauromorpha.

## Historia odkryć
Wszystkie znane okazy Scleromochlus taylori pochodzą z datowanych na późny karnik osadów formacji Lossiemouth Sandstone w Morayshire w północno-wschodniej Szkocji. Holotypem jest BMNH R3556B – niekompletny szkielet z uszkodzoną czaszką, zakupiony w 1907 roku przez Muzeum Historii Naturalnej w Londynie od Williama Taylora, który zebrał szczątki w 1903 roku. W 1907 zostały one opisane przez Arthura Smitha Woodwarda pod nazwą Scleromochlus taylori – nazwa gatunkowa pochodzi od nazwiska znalazcy, a rodzajowa oznacza „twardy punkt podparcia” (ang. hard fulcrum). BMNH R3146A i R3146B zostały zebrane przez Jamesa Granta, który przekazał je Thomasowi Henry'emu Huxleyowi. Huxley oznaczył skamieniałości jako Telerpeton (obecnie Leptopleuron), nie ma jednak dowodów, by naprawdę sądził, że należą one do tego rodzaju. W 1893 roku George Gordon pokazał je Taylorowi, który spostrzegł, że nie reprezentują one Telerpeton, lecz nieznane wcześniej zwierzę. Po kilku latach weszły one w posiadanie Williama Taylora, który sprzedał je Muzeum wraz z R3557 także w 1907, a BMNH R3914 w 1911. W 1921 roku William Taylor przekazał Brytyjskiemu Muzeum Naturalnemu okazy skatalogowane później jako BMNH R4823 i R4284. Siódmy okaz, BMNH R5589, Muzeum kupiło w 1929 roku od J. W. Denoona. Wszystkie okazy pochodzą z East Quarry, Lossiemouth, jedynie BMNH R5589 jest oznaczony „West Quarry, Lossiemouth”. Osobników odkrytych po 1914 roku nie opisano aż do publikacji Bentona w 1999 – jedynie lewa kość ramienna BMNH R4823 została przedstawiona na ilustracji w pracy Sereno z 1991 roku.

## Paleobiologia

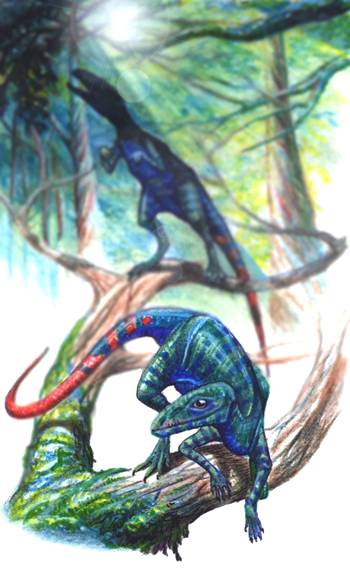
Rekonstrukcja skleromochla jako zwierzęcia nadrzewnego

Scleromochlus był niewielkim, prawdopodobnie owadożernym zwierzęciem. Kwestii jego palcochodności lub stopochodności nie wyjaśniono. Piszczel skleromochla jest dłuższa niż kość udowa, a stopa niemal równa piszczeli, co stanowi cechę palcochodnych dinozaurów i ssaków. Wstępny dowód na palcochodność stanowić może niesymetryczność stopy, której czwarty palec osiąga największą ze wszystkich długość. Zarówno Woodward, jak i Huene przedstawili rekonstrukcje skleromochla jako zwierzęcia wyłącznie stopochodnego – pogląd ten podzielił również Walker, który stwierdził, że stawianie ciężaru na całej stopie mogło ułatwiać poruszanie się po piaszczystych wydmach. Padian i Sereno sugerowali palcochodność Scleromochlus. Benton stwierdził, że przypuszczalnie archozaur ten mógł przyjmować obie postawy, i przedstawił jego rekonstrukcję poruszającego się na palcach, lecz opierającego na całej stopie podczas spoczynku.
Rozważano trzy sposoby poruszania się skleromochla: bieg, skoki i wspinaczkę. Dowody na ostatni z nich są słabe – dwa pozostałe sposoby są bardziej prawdopodobne. Zwolennikiem hipotezy o nadrzewnym trybie życia Scleromochlus był von Huene, który twierdził, że zwierzę skakało z drzewa na drzewo, w czym pomagały mu błony lotne (obecność błon lotnych pomiędzy kończynami przednimi a tylnymi oraz pomiędzy kończynami tylnymi a ogonem podejrzewał również Broom), co sugerowałoby podobieństwo między Scleromochlus a Sharovipteryx – innym domniemanym pterozauromorfem, należącym jednak prawdopodobnie do Prolacertiformes. Scleromochlus miał co prawda kilka cech występujących u współczesnych nadrzewnych ssaków, takich jak wydłużone i smukłe kości, jednak są one obecne również u zwierząt biegających. Nie występowały z kolei u niego inne cechy ułatwiające wspinaczkę, ostatnie paliczki nie były dłuższe niż pierwsze, brakowało również przeciwstawnych palców. Stosunkowo małe dłonie to kolejny argument przeciw prowadzeniu przezeń nadrzewnego trybu życia.
Kevin Padian (1984 i 1985) sugerował kursorialną specjalizację lokomotoryczną skleromochla, z której jego zdaniem wyewoluowała zdolność pterozaurów do lotu. Anatomiczne przystosowania do szybkości, takie jak wydłużone nogi, piszczel dłuższa niż kość udowa, długa stopa i redukcja bocznych palców stopy, zauważono w kończynach tylnych Scleromochlus. Kończyny przednie były krótkie i brak dowodów na wykorzystywanie ich do poruszania się. Zarówno większość współczesnych jak i wymarłych zwierząt biegających osiągała średnie lub duże rozmiary, będące przystosowaniem do osiągania dużych prędkości na płaskim terenie. Scleromochlus osiągał niewielkie rozmiary, więc według Bentona nie musiał ograniczać się jedynie do biegania.
Hipoteza, według której Scleromochlus to skoczek, została po raz pierwszy wysunięta w dyskusji publikacji Woodwarda przez Charlesa Williama Andrewsa, który doszedł do takiego wniosku na podstawie porównania budowy kończyn tylnych skleromochla i ssaków z rodziny skoczkowatych (Dipodidae). Teorię o takim sposobie poruszania się wsparł Alick Walker. Skleromochl miał wiele cech wspólnych ze ssakami skaczącymi – zarówno torbaczami, jak i łożyskowcami. Ssaki te są przeważnie stopochodne, jednak przypuszczalnie Scleromochlus opierał się na całej stopie przed oddaniem skoku. Miał stosunkowo krótszy ogon niż współczesne ssaki skaczące, u których jest on często dłuższy niż reszta ciała. Spokrewnione ze skleromochlem archozaury, takie jak Marasuchus (=? Lagosuchus) i Lagerpeton, również miały cechy wskazujące na przystosowania do skoków, a Marasuchus miał także bardzo długi ogon.

## Paleoekologia
Późnotriasowe stanowiska zawierające skamieniałości gadów są istotne, gdyż dokumentują zmiany zachodzące w ekosystemach, kiedy synapsydy, bazalne archozaury i rynchozaury zastępowała fauna zdominowana przez dinozaury. Przykładem takiego stanowiska jest formacja Lossiemouth Sandstone, z której pochodzą wszystkie znane skamieniałości Scleromochlus. Kości zwierząt zostały odkryte w piaskowcu zachowanym wewnątrz wydmy ewidentnie dzięki wiatrowi, a nie wodzie – na co wskazują otoczka skały oraz dobrze zaokrąglone ziarnka piasku. Oprócz szczątków skleromochla odkryto tam również skamieniałości przedstawicieli siedmiu innych rodzajów gadów. Najliczniejsze kręgowce na terenie formacji Lossiemouth Sandstone w późnym triasie to rynchozaur Hyperodapedon i aetozaur Stagonolepis, będące średniej wielkości roślinożercami – stanowiły po około 25% ogólnej liczby kręgowców. Dominującym drapieżnikiem tamtejszych ekosystemów był Ornithosuchus (10%) – duże osobniki prawdopodobnie mogły zagrozić obu tym roślinożercom. Leptopleuron, niewielki przedstawiciel grupy Procolophonidae, także należał do najpospolitszych kręgowców formacji Lossiemouth Sandstone – osobniki należące do tego rodzaju stanowiły 23% tamtejszej fauny kręgowców. Inne nieduże owadożerne gady – mierzące 15–25 cm długości sfenodont Brachyrhinodon i Scleromochlus również należały do rzadkości – stanowiły odpowiednio 9% i 5% ogólnej liczby zwierząt. Zagrażały im młode ornitozuchy i bardzo rzadkie archozaury: dinozauromorf Saltopus (1%) oraz blisko spokrewniony z krokodylomorfami Erpetosuchus (2%). W formacji Lossiemouth nigdy nie odnaleziono skamieniałości żadnych roślin.